# Yūbari, Hokkaidō
Yūbari (夕張市 Yūbari-shi) là một thành phố thuộc tỉnh Hokkaidō, Nhật Bản.